# Шрейдер, Михаил Павлович
Михаил Павлович (Израиль Менделевич) Шрейдер (2 июня 1902, Вильно, Виленская губерния, Российская империя — 8 декабря 1978, Москва, РСФСР, Советский Союз) — сотрудник ВЧК-ОГПУ-НКВД, заместитель народного комиссара внутренних дел Казахской Советской Социалистической Республики по милиции, депутат Верховного Совета Казахской ССР, капитан милиции.

## Биография
Родился 20 мая (по старому стилю) 1902 года в Вильно в еврейской семье. Отец, Мендель Берко-Мовшевич (Моисеевич) Шрейдер (1871, Антоколь — 1935, Вильнюс), был работником табачной фабрики. Мать — Рохл-Лея Мордуховна (Рохля Маркелевна) Шрейдер (урождённая Кирзнер, 1879—1908), дед работал шорником. Получил начальное образование в Вильно. В 12 лет убежал из дома, жил в Саратове и Екатеринославе. С 1917 года активно включился в революционную деятельность, вступив в Союз революционной молодёжи (Союз рабочей молодёжи) и став членом его Виленского горкома, а затем инструктором ЦК Литвы и Белоруссии, с 1918 года занимался работой в подполье. В 1919 году находился в Вильно в комсомольском отряде имени Карла Либкнехта, в охране председателя СНК Литовско-Белорусской ССР В. Мицкявичюса-Капсукаса.

### ВЧК-ОГПУ-НКВД
Член ВКП(б) с 1919 года, с сентября этого же года — на работе в органах ЧК в разных городах Литвы, Украины, Белоруссии, России разведчиком особого отдела дивизии Западного фронта. С конца 1919 по 1920 год находился в польском плену, из которого бежал. В 1920 году — комиссар для особых поручений при полномочном представителе ВЧК по Западному фронту Ф. Д. Медведе в городах Вильно и Ржев, а также в пограничных войсках на границе с Польшей.
В 1921 году участвовал в составе группы чекистов в освобождении Грузии. В 1922 году работал в Смоленске, затем в Московском губернском секретно-политическом отделе ГПУ, некоторое время состоял помощником П. П. Буланова, одновременно заместитель секретаря ячейки ВЛКСМ центрального аппарата и Московского губернского отдела ГПУ. С 1925 по 1927 год работал в секретно-шифровальном отделе НКИД СССР и «Совкино». С 1927 года — уполномоченный Особого отдела Московской пролетарской дивизии, работал в особом отделе Московского военного округа, начальником был М. И. Гай. Являлся секретарём комсомольской ячейки. С 1928 по 1929 почти год болел и проживал в Москве. Тогда же Московским комитетом партии было вскрыто дело так называемого «Беспринципного блока» в Сокольническом районе, в котором оказались замешаны Г. Г. Ягода, Т. Д. Дерибас и М. А. Трилиссер, а также секретарь Сокольнического РК ВКП(б) Б. В. Гибер, письмо МК партии обсуждалось на партсобрании в ОГПУ. Выступавшие резко критиковали поведение членов райкома и буквально обрушивались, кроме упомянутых, на М. С. Погребинского и М. П. Фриновского, но никто ни единым словом не обмолвился о Г. Г. Ягоде, кроме М. П. Шрейдера. Уважающий подобную бескомпромиссность начальник административно-организационного и хозяйственного управления НКВД СССР И. М. Островский становится дружен с ним, благодаря этому знакомство становится известно о многочисленных злоупотреблениях по административно-хозяйственной и наградной части в органах государственной безопасности. В последующем становится начальником специальной валютной группы Экономического отдела ОГПУ в Ленинграде.
С 1930 по 1931 год работал в полномочном представительстве ОГПУ в Средней Азии и Ленинградском военном округе. Получив личное напутствие С. М. Кирова, в 1931 году назначается начальником ГПУ Хибиногорска. Затем переводится на должность начальника ЭКО и Инспекции резервов ПП ОГПУ Татарской АССР. В 1932 году познакомился с будущей женой Ириной. В 1933 году работал в Казанском уголовном розыске. После конфликта с казанскими чекистами, которых он изобличил в хищениях, в результате дело рассматривалось на заседании Политбюро ЦК партии с участием М. П. Шрейдера, завершилось снятием с должности полпреда ОГПУ по Татарской АССР Д. Я. Кандыбина и судебными приговорами, был переведён на пост начальника 6-го отделения ЭКО ПП ОГПУ по Московской области, где также у него начались разногласия с начальником ЭКУ ПП ОГПУ А. И. Успенским и его приспешниками С. И. Лебедевым и Р. А. Листенгуртом, на которых пригрозил пожаловаться Л. Г. Миронову и Г. Е. Прокофьеву за придание ими политической окраски и раздувание обыкновенных хищений. Во время одной из ссор с Р. А. Листенгуртом в ответ на нецензурную брань выхватил табельное оружие и выстрелил в него, но промахнулся на несколько сантиметров, затем отбросил револьвер. Листенгурт не стал подавать рапорт о случившемся, ввиду выяснения комиссией причины конфликта и разоблачения фальсификации дела В. Р. Менжинским и И. А. Акуловым. В результате инцидента М. П. Шрейдер отправлен в санаторий. По рекомендации Я. А. Дейча принял своим помощником будущего начальника Смерша В. С. Абакумова, на которого через два месяца работы подал рапорт на увольнение как разложившегося и непригодного к оперативной работе, да и вообще к работе в органах, в результате чего Абакумов был уволен, но впоследствии возвращён на должность инспектора в Главное управление лагерями.

### Работа в милиции
После всего происшедшего перевёлся из ОГПУ в милицию, принимал участие в борьбе с валютными преступлениями, работал в помощником начальника Московского уголовного розыска директора милиции Л. Д. Вуля, который до этого неоднократно предлагал перейти на работу в органы рабоче-крестьянской милиции.
С 1935 по январь 1938 год работал начальником отдела уголовного розыска, помощником начальника и начальником Управления РКМ, помощником начальника УНКВД В. А. Стырне по милиции в городе Иваново. Участвовал в создании Особого совещания («тройки») при областном управлении НКВД.
В январе 1938 г. Шрейдер покинул Иваново в связи с назначением на должность начальника областного управления милиции Новосибирской области, вместо уже репрессированного А. К. Альтберга. Оказалось, что последние два-три месяца борьба с бандитизмом почти совершенно не велась, потому что по распоряжению начальника УНКВД Г. Ф. Горбача все работники угрозыска, а также и других отделов милиции были заняты на операциях по линии НКВД, в том числе и принимали участие в приведении в исполнение смертных приговоров, выносимых особой «тройкой». Вернув транспортные средства и людей для работы по охране правопорядке, выслушал угрозы от последнего и его заместителя И. А. Мальцева и ответил:
— Что касается меня, то у вас руки коротки!
Однако ни звонок к заместителю народного комиссара внутренних дел В. В. Чернышёву, ни обращение к другому заместителю Л. Н. Бельскому, бывшему проездом с А. С. Неверновым, не помогли полностью исправить ситуацию. Поэтому уже через месяц, в феврале, последовал самовольный отъезд Михаила Павловича из Новосибирска и встреча с начальником Главного управления рабоче-крестьянской милиции НКВД В. В. Чернышёвым, которому доложил, что не может больше продолжать работу в Новосибирске и готов понести за свой отказ любое наказание. Через день по распоряжению Н. И. Ежова единственного из начальников управлений милиции назначили заместителем народного комиссара внутренних дел Казахской ССР С. Ф. Реденса — свояка Сталина, и начальником главного управления милиции Казахской ССР в Алма-Ате. Однако после арестов двоих заместителей Реденса — майора госбезопасности П. В. Володзько и комбрига А. А. Роттермеля — на Шрейдера было возложено также и руководство пограничной охраной. В апреле 1938 года состоялся переезд семьи (жена и двое детей) из Москвы в Алма-Ату, стали дружить семьями с Реденсом и его женой Анной Сергеевной Аллилуевой. В мае последовал арест первого секретаря ЦК Компартии Казахстана Л. И. Мирзояна, затем в июне получено известие об аресте двоюродного брата жены Шрейдера — Олега Михайловича Рейхеля, студента Московского авиационного института, осуждённого по делу «Осколки» на 5 лет, причиной тому, вероятно, послужила дружба с детьми народного комиссара земледелия М. А. Чернова. Также был арестован ближайший друг Феодосий Иванович Чангули, помощник начальника отдела мест заключения. М. П. Шрейдер написал рапорт в Москву об их невиновности, в ответ через некоторое время было получено распоряжение Н. И. Ежова об аресте самого Шрейдера. Тем временем произошло выдвижение кандидатом в депутаты в Верховный Совет Казахской ССР от ряда петропавловских предприятий и организаций. Состоялась поездка в Петропавловск для встречи с избирателями (где его сопровождал заместитель Н. Д. Ундасынова — Лазарев, который выступал на собраниях и рекомендовал избирателям его кандидатуру, отчёты о встречах печатались в прессе) и посещение Карагандинского лагеря в Акмолинске и Балхаша. После чего Шрейдер вернулся в Алма-Ату, где Реденс ознакомил его с телеграммой Ежова с постановлением о его аресте. Был избран депутатом, о чём узнал, уже находясь в арестантском вагоне, увидав из зарешеченного окна свой портрет на плакате, который к тому времени ещё не успели снять.

### Репрессии
Арестован 16 июня 1938 года, причём на несколько минут был оставлен один в кабинете народного комиссара с доступом к телефонной связи, вплоть до кремлёвской, и при оружии с возможностью застрелиться, но не воспользовался этим, несмотря на то что знал, что его ожидает. Секретарь наркома конфисковал всё оружие (маузер и стейр), а также сорвал с гимнастёрки и выкинул в мусорную корзину награды и знаки отличия, после чего Шрейдер был препровождён в одиночную камеру внутренней тюрьмы управления НКВД.
Затем последовала отправка в Москву, где был водворён в камеру предварительного заключения Бутырской тюрьмы. Следствием были предъявлены обвинения в сотрудничестве с немецкой, польской и японской разведками. При допросах применялись избиения. Заболел дизентерией и несколько дней находился без медицинской помощи, впадая в беспамятство, однако через некоторое время был переведён в бутырскую тюремную больницу. Ещё не выздоровевшего перевели в общую камеру, в которой встретился с однодельцем Ф. И. Чангули. После одной из прогулок во дворе тюрьмы запирают в карцер. Подаёт жалобу на имя заместителя Ежова, Фриновского, и следователь на очередном допросе предъявляет ему ответ:
«Санкционирую направление в Лефортово. Разрешаю бить. Фриновский».
Происходит инсценировка расстрела, затем Михаила Павловича направляют в подвал управления НКВД, но его фамилии в списках расстреливаемых не оказывается.
Далее, в ночь на 11 ноября 1938 года происходит перевод в Лефортовскую тюрьму, и допрос у Л. П. Берия и Б. З. Кобулова, которые мало интересуются делом и судьбой Шрейдера, но упорно пытаются получить компромат на В. П. Журавлёва. Помещённый во внутреннюю тюрьму встретился с Л. И. Мирзояном. Следует предъявление обвинений по всем пунктам статьи 58 Уголовного кодекса РСФСР, отказывается от дачи ложных показаний. Снова переводится во внутреннюю камеру Бутырской тюрьмы, после чего направляется под конвоем в Ярославль, и запирается в специальную камеру Ярославльской городской тюрьмы.
5 февраля 1939 года отправляется в Иваново и помещается во внутреннюю тюрьму Управления НКВД Ивановской области. Следуют регулярные допросы и избиения начальником управления, его заместителями, начальником следственной части и их многочисленными подручными. Во второй раз делают постановку смертной казни. Допрашивают в присутствии члена ЦК, первого секретаря Ивановского обкома партии И. К. Седина. Однажды, во время допроса следователем-стажёром Черновым и получении побоев от последнего даёт сдачи, в результате чего следователь несколько минут находится без сознания, однако к оружию и ключам не притрагивается. В дальнейшем его регулярно избивают сразу по нескольку дознавателей. В тюремной камере Шрейдеру удалось разоблачить осведомителя, прикидывающегося репрессированным инженером, и того отозвали. Самоуверенный начальник следственной части знакомит его с секретной директивой И. В. Сталина о разрешении использования к «врагам народа» мер физического воздействия.
Выслушал очередную серию невероятных обвинений: в убийстве Кирова; в том, что является не только немецким шпионом, но и этническим немцем, обрезание которому сделано для маскировки, так же другие, не менее нелепые:
— Ах ты, фашистская гадина! — заорал бывший подчинённый Шрейдера. — Тебе не видать должности полицмейстера, которую обещал тебе Гитлер!
М. П. Шрейдер, невзирая на побои и пытки, не давал показания больше 9 месяцев, принял решение раздуть своё дело для перевода в Москву и начал давать «показания», попутно «изобличив» как своего «сообщника» особо жестоко избивавшего его заместителя начальника управления НКВД Ивановской области (начальник управления А. С. Блинов, которого не устраивал заместитель Е. Т. Нарейко, бывший депутатом Верховного совета РСФСР, и метивший на место заместителя начальник следственной части Ф. В. Рязанцев поддержали обвинение), среди прочего сообщив следующее:
- Будучи в командировке в Эфиопии, вступил в интимную связь с дочерью Менелика II, которая завербовала его в британскую разведку (личным представителем Черчилля по шпионажу в Советском Союзе);
- Является незаконнорождённым сыном императора Манчжоу-Го — Пу И;
- В дополнении к шпионажу в пользу Польши, Англии, Германии, Японии, «сознался» в шпионаже в пользу Франции и Турции, а также участии в правотроцкистском подполье, контрреволюционной деятельности и прочих преступлениях.

Часть этих «признаний» отобразилась в следственном деле. Вызвавшись на очную ставку с Ф. И. Чангули, и пользуясь тем, что в нарушение инструкций их посадили за столом рядом, незаметно для следственной комиссии и представителей прокуратуры Шрейдер дал ему понять, что, поддержав дезинформацию, они развернут масштабы дела для передачи в Москву, где есть надежда, что разберутся по существу и оправдают по несправедливым обвинениям.
В апреле — мае 1939 года последовал ожидаемый перевод в Москву, где, однако, невзирая на заверения в невиновности, продолжились избиения, также Шрейдера среди прочего дополнительно обвиняли в сговоре с санкционировавшим его избиение М. П. Фриновским. Состоялся новый допрос у Берии, к которому он был препровождён под личным конвоем начальника внутренней тюрьмы НКВД А. Н. Миронова. Следствие обманом и провокациями пыталось вырвать показания на В. В. Чернышёва, что было неоднократно категорически отвергнуто. На один из допросов заявился будущий председатель КГБ СССР И. А. Серов, предложив «разоблачить врагов народа» из Главного управления рабоче-крестьянской милиции, однако Шрейдер заявил следователю, чтобы, как его сообщника по «изменнической и вражеской» деятельности записали самого Серова и данную встречу считали очной ставкой… последний вынужден был ретироваться.
25 июля 1939 года вышло постановление о прекращении дела и дана возможность ознакомиться с материалами следствия, а также разрешение позвонить домой и передать записку жене, которой был разрешён визит к следователю, позволены передачи. Однако уже в августе 1939 года следствие возобновлено, Михаил Павлович был водворён в одиночную камеру Бутырской тюрьмы, снова начались избиения. Состоялся суд, приговор Особого Совещания при НКВД: лишение свободы на 10 лет с помещением в ИТЛ с последующим поражением в правах сроком на 3 года (статья УК РСФСР 193/17-А) и лишением звания и правительственных наград. Дана возможность обжалования приговора апелляцией в течение 72 часов, однако воспользовался этой возможность только в декабре 1940 года, передав жене таковую на 25 страницах (женой апелляция была размножена и разослана в ЦК И. В. Сталину, в Верховный Совет М. И. Калинину, в комиссию партийного контроля М. Ф. Шкирятову и в НКВД — Л. П. Берии). Также её дядя, бывший председатель Гражданской коллегии Верховного Суда СССР, снятый с работы после ареста сына, М. О. Рейхель, ходил на приём к заместителю председателя ВС СССР, который, просмотрев заявление, сказал, что приговор формальный, просто «надо временно изолировать, поскольку был связан со многими врагами народа», что в лагере по статье 193/17-А будет на административной работе, в неплохих условиях и жене надо прекратить бесполезные хлопоты…
За время следствий известными сокамерниками М. П. Шрейдера были:
- Бела Кун, венгерский и советский коммунистический политический деятель и журналист.
- Иван Семёнович Кутяков, военачальник времён Гражданской войны, командир 25-й (Чапаевской) стрелковой дивизии.
- Павел Иванович Кушнер, советский этнограф, профессор, доктор исторических наук.
- Левон Исаевич Мирзоян, советский государственный и партийный деятель.
- Яков Христофорович Петерс, профессиональный революционер, один из создателей и первых руководителей ВЧК.
- Гуго Эберлейн, немецкий политик, коммунист, деятель Коминтерна.

Из них на свободу был выпущен только П. И. Кушнер.
За последующие три месяца пребывания в тюрьме получил два свидания с женой и передачу с тёплыми вещами. С октября по декабрь 1940 года этапировался в Севжелдорлаг.

### Реабилитация
C 1941 года после нападения Германии на СССР многократно посылал письменные просьбы отправить на фронт. В 1942 году освобождён и направлен на фронт рядовым в район Синявино, воевал в 115-й стрелковой дивизии до Победы, за время Великой Отечественной войны дослужился до старшины. На фронте был восстановлен в коммунистической партии , однако реабилитирован и восстановлен в звании капитана милиции (точнее, в звании подполковника милиции, поскольку в 1943 году капитаны милиции были переатестованны в подполковников) только в середине 1950-х годов. 
В июне 1945 году вернулся в Москву, работал в московском городском тресте по снабжению топливом и других топливных организациях Москвы. В октябре 1954 года последовал вызов в комиссию по назначению персональных пенсий. После этого становится персональным пенсионером СССР. В 1970-е работал над воспоминаниями под общим названием «Жизнь чекиста-оперативника» (ценнейшего источника по истории органов государственной безопасности СССР 1920 годы—1930-х годах, хранятся в отделе рукописей Российской государственной библиотеки), часть из которых опубликована. Скончался в Москве в конце 1978 года.

## Семья
- Отец — Мендель Мовшевич Шрейдер, рабочий, сын ошмянского шорника Мойше Лейбовича Шрейдера. Умер 13 марта 1935 года от сердечной недостаточности.
- Мать — Рохл-Лея Мордхелевна Кирзнер, умерла 13 февраля 1908 года от тифа. В том же 1908 году отец женился во второй раз на Этл Ицковне Мордухович из Михалишек.
- Братья — Вульф-Мойше (1899—1908) и Беньямин (1907—1908), умерли в детском возрасте.
- Сестра — Эсфирь Менделевна Шрейдер, родилась в 1904 году, вышла замуж за человека по фамилии Хирург (имя и отчество неизвестны) и эмигрировала в 1920 году.
- Жена (второй брак, в 1934 году) — Ирина Элланская, тёща — Маргарита Михайловна Элланская (пианистка, библиотекарь), происходят из дворянской семьи.
  - Дети — Михаил и Виктор (Элланские).

## Награды
- Орден Красной Звезды (1937, лишён после ареста);
- Знак «Почетный работник ВЧК-ОГПУ (XV)» (1932, лишён после ареста);
- Знак «Почётный работник рабоче-крестьянской милиции» (лишён после ареста);
- трижды награждён боевым оружием (лишён после ареста);
- Медаль «За оборону Ленинграда»[5] (1943);
- Медаль «За боевые заслуги» (старшина Шрейдер, заведующий делопроизводством оперативного отдела штаба 115-й стрелковой дивизии, приказом по 115-й стрелковой дивизии №: 43/н от: 28 ноября 1943 года награждён за действия в период наступательных боёв, стойкость, мужество и дисциплинированность)[6] (1943);
- Орден Красной Звезды (старшина Шрейдер, помощник начальника заготовок 115-й стрелковой дивизии, приказом по 44-му стрелковом корпусу №: 167/н от: 31.08.1944 награждён за организацию заготовительных работ и обеспечение продовольствем личного состава дивизии)[7] (1944).

## Публикации
- Шрейдер М. П. НКВД изнутри. Записки чекиста. — Москва: Возвращение, 1995. — 506 с. — ISBN 5-7157-0062-0.